# Sead Kolašinac
Sead Kolašinac (Karlsruhe, 20 de junho de 1993) é um futebolista bósnio nascido na Alemanha que atua como zagueiro e lateral-esquerdo. Atualmente joga pela Atalanta.
Participou da Copa do Mundo FIFA de 2014.

## Títulos
Arsenal
- Copa da Inglaterra: 2019–20
- Supercopa da Inglaterra: 2017, 2020

Atalanta
- Liga Europa da UEFA: 2023–24

### Prêmios individuais
- Equipe do Ano da Liga Europa da UEFA: 2018–19